# Canton d'Echternach
Le canton d'Echternach est un canton luxembourgeois situé dans l'Est du Luxembourg. Son chef-lieu est Echternach.

## Histoire
Le 15 ventôse an X (6 mars 1802), le département des Forêts fut divisé en vingt-huit cantons, portant le nom de leur chef-lieu. Le canton d'Echternach comprend alors les communes de Beaufort, Bech, Berdorf, Bollendorf, Born, Breidweiler, Consdorf, Echternach, Edingen, Ernzen, Irrel, Mompach, Osweiler, Rollinten, Rosport, Waldbillig et Wintersdorf.

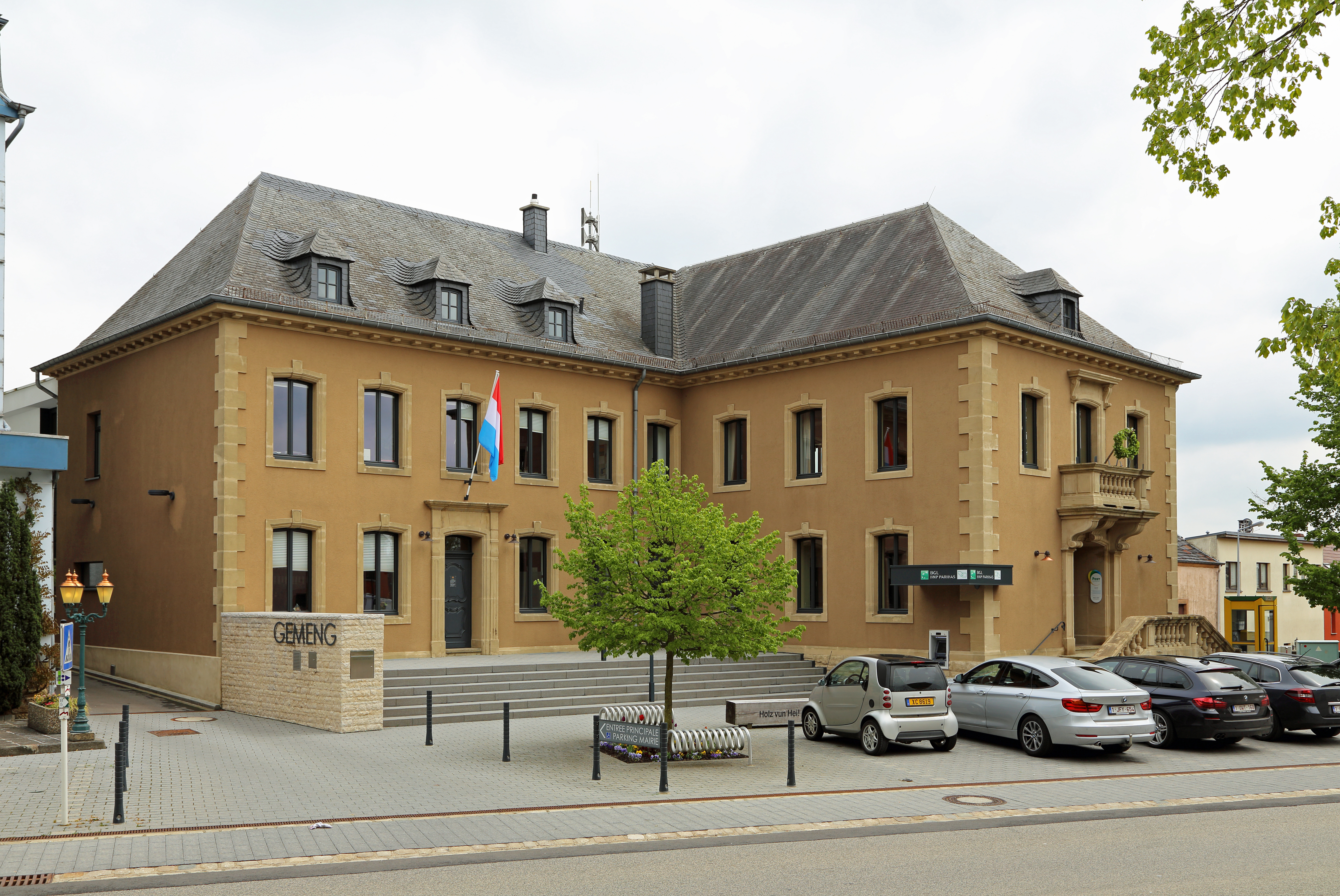
Berdorf (Grand-Duché de Luxembourg) : mairie

Jusqu'à la suppression des districts en 2015, le canton faisait partie du district de Grevenmacher.
Au 1er janvier 2018, les communes de Rosport et Mompach sont dissoutes lors de la création de la commune de Rosport-Mompach.

## Communes
Le canton est constitué de 7 communes :
| Commune                | Superficie | Population | Densité (en hab./km²) |
| ---------------------- | ---------- | ---------- | --------------------- |
| Beaufort               | +0013,74   | +003 124,  | 227,4                 |
| Bech                   | +0023,31   | +001 379,  | 59,2                  |
| Berdorf                | +0021,93   | +002 235,  | 101,9                 |
| Consdorf               | +0025,72   | +002 108,  | 82                    |
| Echternach (chef-lieu) | +0020,49   | +005 936,  | 289,7                 |
| Rosport-Mompach        | +0057,07   | +003 755,  | 65,8                  |
| Waldbillig             | +0023,28   | +001 972,  | 84,7                  |

## Géographie
Le canton est bordé à l’est et au nord par la frontière allemande et la Sûre (un affluent de la Moselle) qui le séparent à l’est de l’arrondissement de Trèves-Sarrebourg et au nord de l’arrondissement d'Eifel-Bitburg-Prüm, tous deux situés en Rhénanie-Palatinat.
Une grande partie du canton correspond à la région naturelle appelée Petite Suisse luxembourgeoise ou Mullerthal en raison de son paysage vallonné.

## Politique et administration

### Liste des députés
De 1841 à 1919, le canton formait une circonscription électorale dans le cadre des élections législatives.

#### Chambre des députés(depuis 1919)
Depuis 1919, le canton n'est plus utilisé comme circonscription électorale et fait dès lors partie de la circonscription Est.

## Population et société

### Démographie
L'évolution du nombre d'habitants est connue à travers les recensements de la population effectués dans le pays depuis 1821. Les recensements décennaux de la population permettent de caler les chiffres sur la composition de la population par sexe, âge, nationalité et commune de résidence. Entre deux recensements, la population au 1er janvier de l’année {\displaystyle x} est évaluée en ajoutant à la population au 1er janvier de l’année {\displaystyle x-1} les soldes naturel (naissances {\displaystyle -} décès) et migratoire (arrivées {\displaystyle -} départs) de l'année. La même méthode est appliquée pour la répartition par âge au 1er janvier et les effectifs totaux par nationalité. Depuis le 24 février 1843, le Luxembourg dénombre 12 cantons.
Au 1er janvier 2024, le canton comptait 20 283 habitants.
| 1851   | 1871   | 1880   | 1890   | 1900   | 1910   | 1922   | 1930   | 1935   |
| ------ | ------ | ------ | ------ | ------ | ------ | ------ | ------ | ------ |
| 15 150 | 13 215 | 13 781 | 12 419 | 12 639 | 12 389 | 11 750 | 11 013 | 11 152 |

| 1947   | 1960  | 1970  | 1978   | 1979   | 1981   | 1983   | 1984   | 1985   |
| ------ | ----- | ----- | ------ | ------ | ------ | ------ | ------ | ------ |
| 10 293 | 9 820 | 9 934 | 10 549 | 10 604 | 10 649 | 10 810 | 10 870 | 11 020 |

| 1986   | 1987   | 1988   | 1989   | 1990   | 1991   | 1992   | 1993   | 1994   |
| ------ | ------ | ------ | ------ | ------ | ------ | ------ | ------ | ------ |
| 10 990 | 11 080 | 11 214 | 11 439 | 11 649 | 11 734 | 11 913 | 12 040 | 12 325 |

| 1995   | 1996   | 1997   | 1998   | 1999   | 2000   | 2001   | 2002   | 2003   |
| ------ | ------ | ------ | ------ | ------ | ------ | ------ | ------ | ------ |
| 12 299 | 12 485 | 12 560 | 12 730 | 12 978 | 13 422 | 14 134 | 14 300 | 14 211 |

| 2004   | 2005   | 2006   | 2007   | 2008   | 2009   | 2010   | 2011   | 2012   |
| ------ | ------ | ------ | ------ | ------ | ------ | ------ | ------ | ------ |
| 14 553 | 14 899 | 15 136 | 15 309 | 15 606 | 15 735 | 16 041 | 16 670 | 17 024 |

| 2013   | 2014   | 2015   | 2016   | 2017   | 2018   | 2019   | 2020   | 2021   |
| ------ | ------ | ------ | ------ | ------ | ------ | ------ | ------ | ------ |
| 17 276 | 17 477 | 17 728 | 18 007 | 18 702 | 18 899 | 18 944 | 19 189 | 19 463 |

| 2022   | 2023   | 2024   | - | - | - | - | - | - |
| ------ | ------ | ------ | - | - | - | - | - | - |
| 19 716 | 20 280 | 20 283 | - | - | - | - | - | - |

Le graphique qui aurait dû être présenté ici ne peut pas être affiché car il utilise l'ancienne extension Graph, désactivée pour des questions de sécurité. Des indications pour créer un nouveau graphique avec la nouvelle extension Chart sont disponibles ici.